# Садово (Варненська область)
Са́дово (болг. Садово) — село у Варненській області Болгарії. Входить до складу общини Аврен.

## Населення
За даними перепису населення 2011 року у селі проживали 325 осіб.
Національний склад населення села:
| Національність   | Кількість осіб | Відсоток |
| ---------------- | -------------- | -------- |
| болгари          | 142            | 73,6%    |
| турки            | 43             | 22,3%    |
| цигани           | 0              | 0%       |
| інша             | 4              | 2,1%     |
| не визначились   | 4              | 2,1%     |
| Всього відповіли | 193            |          |

Розподіл населення за віком у 2011 році:
Динаміка населення: